# Församling
För andra betydelser, se Församling (olika betydelser).

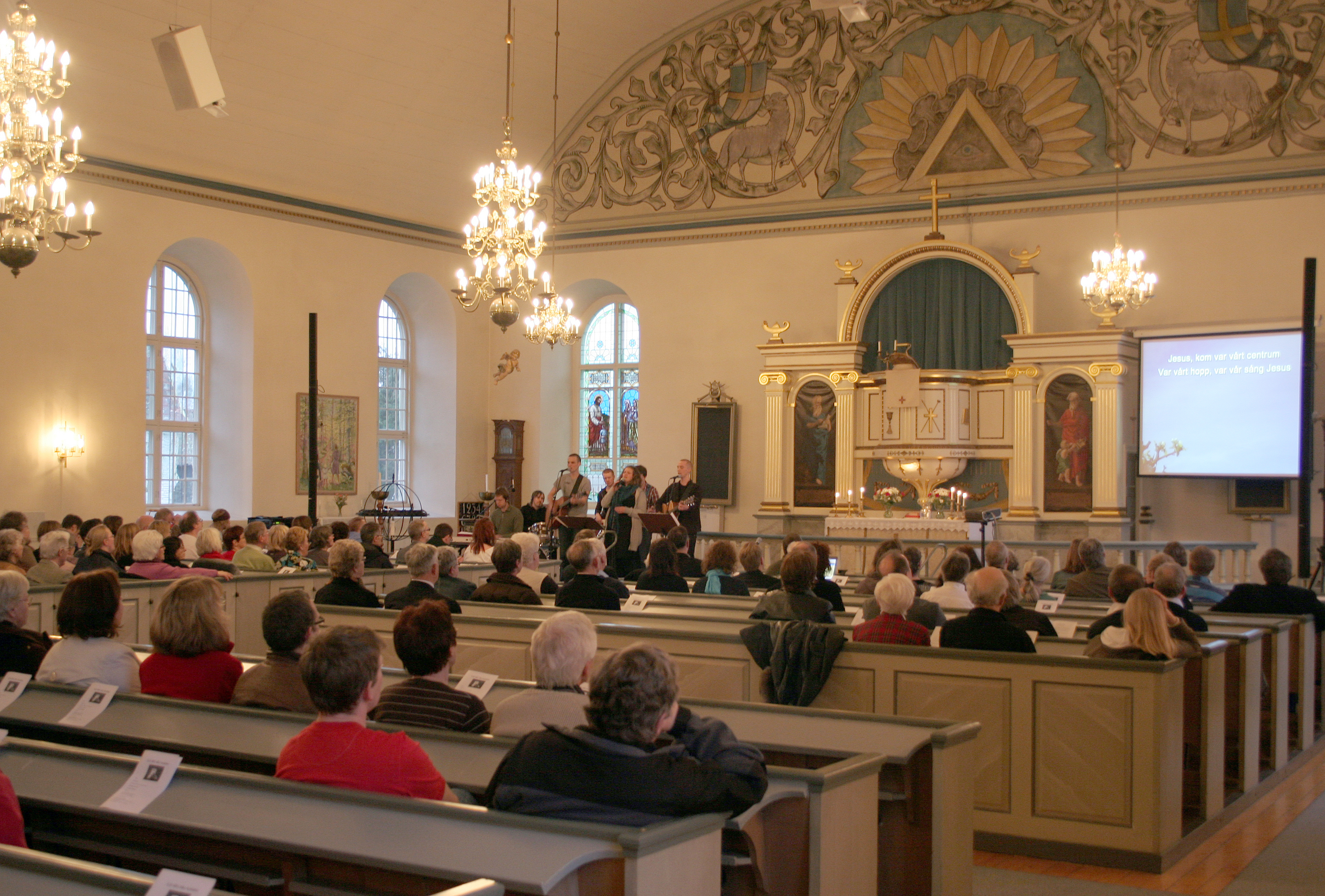
Gudstjänstfirande församling i Glimåkra kyrka.

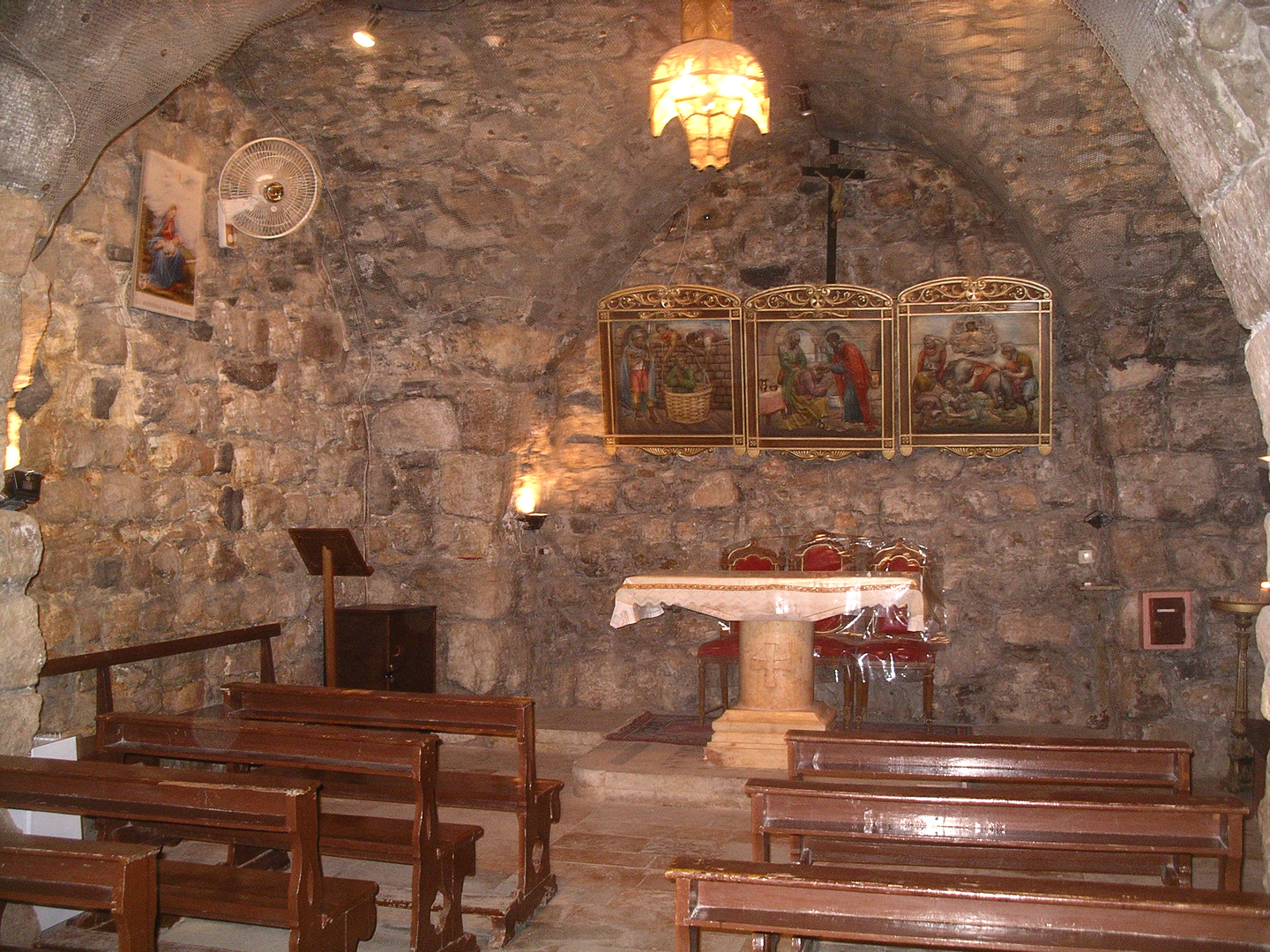
Ananias hus i Damaskus, Syrien, där de första församlingarna efter Jesu död samlades.

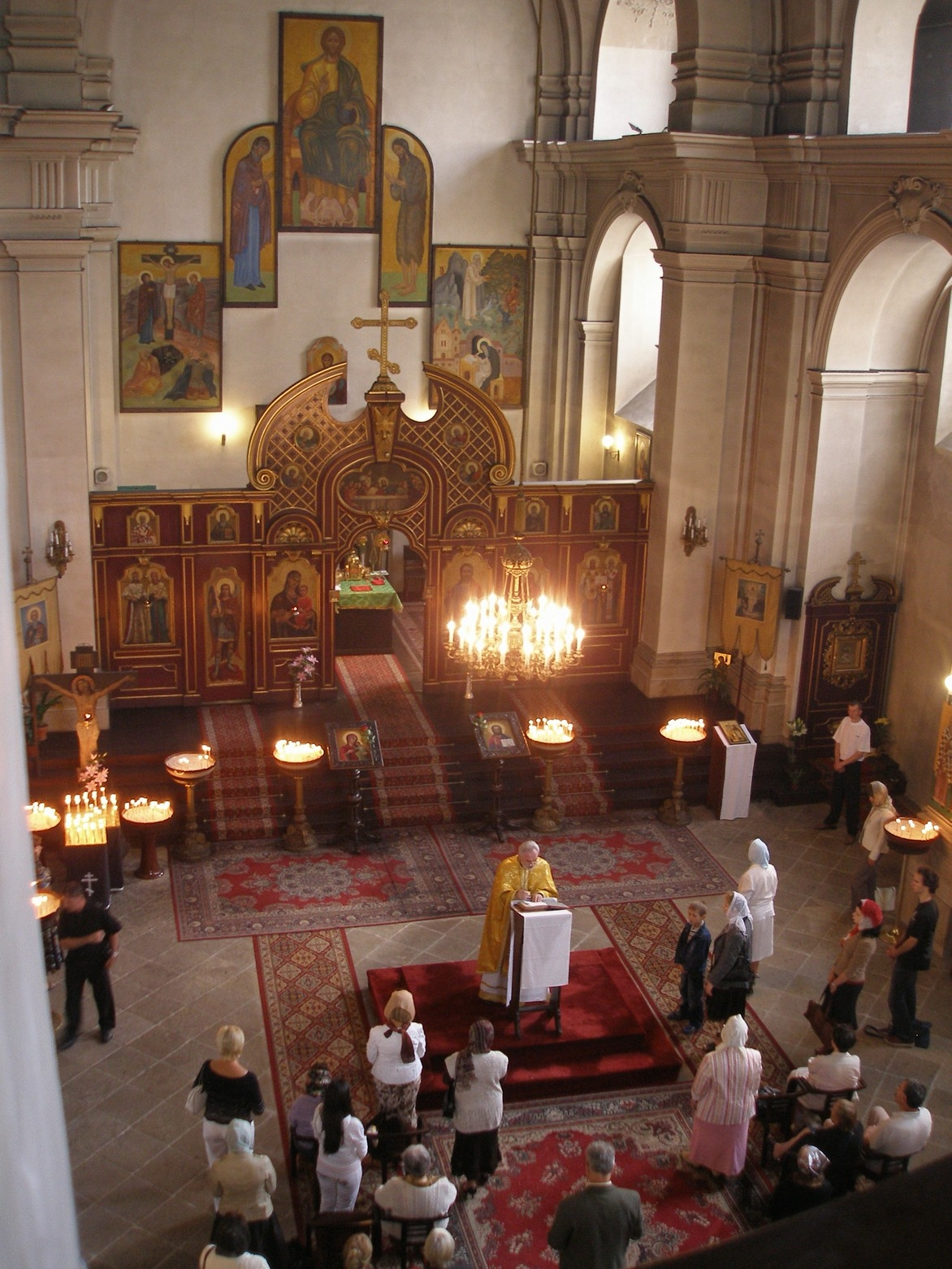
En församling håller gudstjänst i Sankt Kyrillos och Methodios kyrka i Prag, Tjeckien.

En församling är inom kristna samfund en grupp som regelbundet firar gudstjänst och bedriver olika verksamheter tillsammans. I Sverige och Finland har sedan medeltiden territoriet för en kyrkas och en kyrkoherdes territoriella församling utanför städerna inom Svenska kyrkan traditionellt kallats socken.
Vanligen leds en församling av en präst eller pastor (i den tidiga kyrkan av en biskop), som leder gudstjänsterna och ansvarar för undervisning och själavård. Det förekommer även lekmannaledda församlingar, i synnerhet inom små frikyrkoförsamlingar.
Församlingar är organiserade på olika sätt i olika samfund. I vissa frikyrkor är församlingarna fristående och oberoende (kongregationalism), inom andra, som Equmeniakyrkan och Evangeliska Frikyrkan, organiseras församlingarna i distrikt. I till exempel folkkyrkor som Svenska kyrkan, Evangelisk-lutherska kyrkan i Finland, Engelska kyrkan, Romersk-katolska kyrkan och de östortodoxa och orientaliskt ortodoxa kyrkorna är församlingarna underställda en biskop och ett stift (episkopalism).

## Församling i Svenska kyrkan
En församling i Svenska kyrkan leds alltid av en kyrkoherde (som kan vara det i fler än en församling), och handlar det om en domkyrkoförsamling innehar han eller hon titeln "domprost".
En församling inom Svenska kyrkan kallades fram till relationsändringen år 2000 även för "kyrklig kommun" (som motsats till den borgerliga kommunen).
Svenska kyrkans församlingsindelning omfattar hela landet. De absolut flesta av kyrkans församlingar är territoriella församlingar (se ovan). Begreppen stads- och landsförsamlingar förekommer. Utöver dessa finns så kallade icke-territoriella församlingar, vilka för närvarande (2006) är fem till antalet. Svenska kyrkan har också utlandsförsamlingar. Medlem i en utlandsförsamling är den medlem i Svenska kyrkan som är boende i utlandet och som har betalat medlemsavgift till församlingen. Tidigare fanns ett relativt stort antal församlingar kopplade till ett militärt förband eller en garnison, så kallade militärförsamlingar eller garnisonsförsamlingar. Den enda kvarvarande militärförsamlingen är Karlskrona Amiralitetsförsamling.
Svenska kyrkans största församling är idag Täby församling i Roslags kontrakt, Stockholms stift. Församlingen hade 2014 44 195 medlemmar och är huvudpunkt i Roslags kontrakt.

## Församling i evangelisk-lutherska kyrkan i Finland
En församling i leds alltid av en kyrkoherde (som kan vara det i fler än en församling). Församlingen kan ingå i en kyrklig samfällighet som sköter ekonomi, fastigheter och andra gemensamma ärenden medan församlingens verksamhet sköts av församlingen.
Hela landet omfattas av de lutherska församlingarna. Församlingarna är territoriella församlingar (se ovan). Begreppen stads- och landsförsamlingar förekommer. Inom kyrkan fungerar också en tysk församling och rikssvenska Olaus Petri församlingen. De är icke-territoriella och omfattar hela landet.

### Fotnoter
1. ↑  ”Ordlista”. Svenska kyrkan. https://www.svenskakyrkan.se/strangnasstift/ordlista. Läst 12 december 2016.
2. ↑  ”Så styrs Svenska kyrkan”. Svenska kyrkan. https://www.svenskakyrkan.se/organisation. Läst 12 december 2016.